# Tennessee (film)
Pour les articles homonymes, voir Tennessee (homonymie).
Pour plus de détails, voir Fiche technique et Distribution.
Tennesse est un film américain réalisé par Aaron Woodley et sorti en 2008. Le film met en vedettes Ethan Peck, Adam Rothenberg et Mariah Carey.
Le film n'a actuellement toujours pas obtenu de doublage francophone, ni de sortie en DVD en France.

## Synopsis
Deux frères partent au Nouveau Mexique dans l'espoir de retrouver leur père afin de sauver l'un d'entre eux atteint d'une leucémie. En cours de route, ils font la connaissance de Krystal, jeune femme victimes d'abus conjugaux, qui rêve de devenir chanteuse. Elle se joint alors à eux dans leur quête...

## Fiche technique
- Titre original : Tennesse
- Réalisation et scénario : Aaron Woodley
- Costumes : Deborah Everton
- Décors : Heidi Mayfield
- Photographie : Aidan Leroux
- Montage : Steve Edwards
- Musique : Mario Grigorov
- Société de production : Lee Daniels Entertainment
- Distribution : Vivendi Entertainment
- Pays d'origine :  États-Unis
- Langue : Anglais
- Genre : Drame
- Format : Technicolor, 2,35:1, couleurs, son Dolby
- Durée : 99 minutes
- Dates de sortie :
  - 26 avril 2008 Festival du film de Tribeca
  - États-Unis : 5 juin 2009

## Distribution
- Ethan Peck : Ellis
- Adam Rothenberg : Carter
- Mariah Carey : Krystal
- Lance Reddick : Frank
- Michelle Harris : Karen
- Bill Sage : Roy
- Melissa Benoist : Laurel

## Musique
Singles de Mariah Carey
I Stay in Love
(2008) My Love
(2009)
Right To Dream est une chanson écrite, composée et interprétée par la chanteuse américaine Mariah Carey, avec la participation de Willie Nelson pour les paroles. Sortie le 2 décembre 2008, elle fait partie de la bande originale du film Tennessee. Le titre est agrémenté d'harmonica, instrument interprété par Mickey Raphael.
À noter que ce titre est le premier morceau country de la carrière de Mariah Carey.

## Vidéoclip
Le vidéoclip, extrait du film Tennessee, est réalisé par Aaron Woodley.

## Format et liste des pistes
1. Right to Dream (bande originale du film Tennessee)

## Classement
| Classement (2008-2009)          | Meilleure position |
| ------------------------------- | ------------------ |
| États-Unis (Adult Contemporary) | 24                 |

## Box office
Étant un film indépendant et distribué dans très peu de salles aux États-Unis, le film a récolté 16 100 dollars de recettes.
La sortie du film était prévue initialement pour le 1er septembre 2009, mais fut repoussée au 16 janvier 2010, afin de poursuivre la promotion du film.